# Květnov (Havlíčkův Brod)
Květnov je osada, část okresního města Havlíčkův Brod. Je to také název katastrálního území.

## Historie

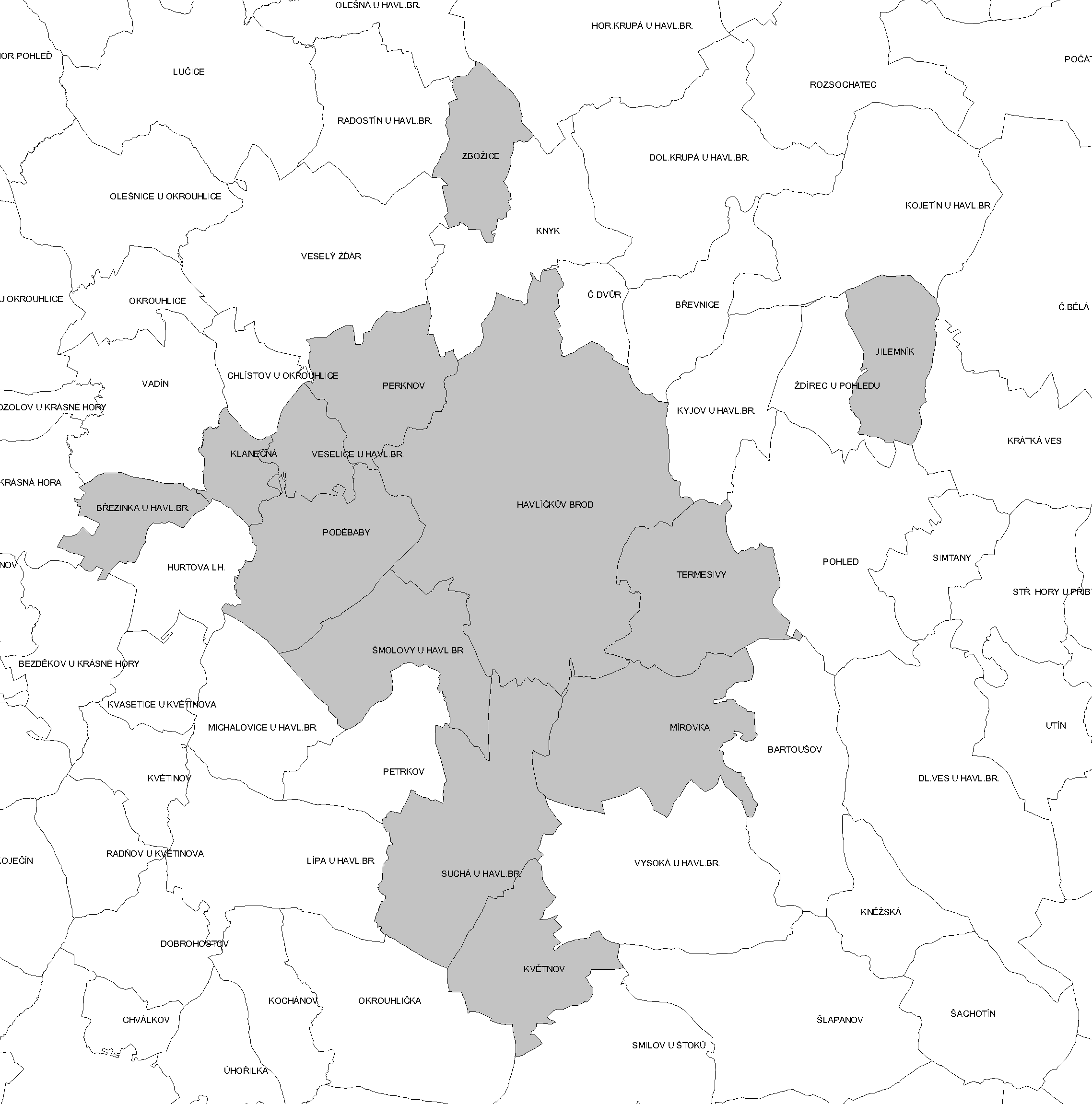
Katastrální členění Havlíčkova Brodu

O založení osady Květnov neexistují přesné historické záznamy, ale k osídlení této lokality došlo nejpravděpodobněji v období 13. až 14. století, kdy se v kraji těžilo stříbro a jiné nerosty a poblíž těžebních míst vznikaly malé hornické osady. O založení osady mohla také nemalou měrou rozhodnout i poloha v blízkosti hlavní cesty mezi Brodem a Jihlavou. Těžba na Vrchovině nebyla nijak významná a brzy zanikla, ale lidé z dolů zůstali a začali se věnovat jiným činnostem, zejména zemědělství, lesnictví a v neposlední řadě i řemeslům. Život v osadách tedy nezanikl, nýbrž pokračoval ve změněné podobě dál. Lidé se ale více soustřeďovali do okolí větších obcí a měst a těžko dostupné kopce Vysočiny obývali jen skutečně vytrvalí osadníci.
Původní název osady Blumendorf ukazuje na fakt, že většina obyvatel bývala německá, některé prameny dokonce uvádějí 50–90 % německy mluvícího obyvatelstva na Vysočině. Stejně tomu bylo i ve většině okolních obcí, jejichž německé názvy se dodnes sice neoficiálně, ale stále používají.
Tomuto jazykovému rozložení odpovídala i školní výuka, která byla dvojjazyčná, některé školy byly ryze české, některé zase jen německé a děti tak na přání rodičů musely pěšky cestovat za školní výukou i desítky kilometrů denně podle toho, v jakém jazyce si rodiče přáli děti vyučovat.
V osadě Květnov, tehdy ještě Blumendorf, existují zmínky dokonce o dvou školách, české a německé. Obě byly „jednotřídky“, záznamy o počtu žactva nejsou známy.
Zlom nastal až po skončení druhé světové války, kdy byla valná většina německého obyvatelstva vystěhována a úředním jazykem se stala výhradně čeština. Česká jednotřídka byla v provozu až do šedesátých let 20. století. Stejně tak i původně německé statky osídlili čeští zemědělci. Na přítomnost německého obyvatelstva poukazují již jen příjmení rodáků: některá jsou psaná původní německou verzí, jiná už počeštěnou, ale je ze všech patrný původ.
Soukromé hospodaření nemělo po druhé světové válce příliš dlouhého trvání a brzy ustoupilo masivnímu zakládání zemědělských družstev. Květnov byl nejprve součástí JZD Suchá a i to se později sloučilo s JZD Okrouhlička. Tento stav trvá prakticky i v dnešní době. Po roce 1989 sice několik zemědělců využilo možnosti navrácení svých polností, ale většina květnovských zemědělců je stále podílníky ZD Okrouhlička.
| Rok            | 1869 | 1880 | 1890 | 1900 | 1910 | 1921 | 1930 | 1950 | 1961 | 1970 | 1980 | 1991 | 2001 |
| -------------- | ---- | ---- | ---- | ---- | ---- | ---- | ---- | ---- | ---- | ---- | ---- | ---- | ---- |
| Počet obyvatel | 212  | 218  | 221  | 227  | 218  | 222  | 188  | 142  | 139  | 120  | 112  | 91   | 108  |

Podle sčítání 1921 zde žilo v 37 domech 222 obyvatel, z nichž bylo 122 žen. 41 obyvatel se hlásilo k československé národnosti, 179 k německé. Žilo zde 215 římských katolíků a 7 evangelíků.

## Charakteristika obce
Co se počtu obyvatel týče, patří Květnov mezi ne příliš osídlené. Počet trvale přihlášených obyvatel jen stěží přesahuje stovku. Trvale obydlených staveb je v obci 30, za zmínku stojí i fakt, že se obec stala v poslední době vyhledávanou pro novostavby a v neposlední řadě i pro rekreační bydlení. Možná tomu přispívá rozhled na okolní krajinu, která je tvořena kopci, jež mají výšku 550–600 metrů nad mořem (samotný Květnov je v nadmořské výšce 594 metrů), nebo výhodná poloha v půli cesty mezi Havlíčkovým Brodem a Jihlavou a v blízkosti dalších měst Polná a Humpolec.
Stejnou měrou, jakou přibývají novostavby, přibývá i možnost kulturního a sportovního vyžití. V areálu bývalého zemědělského objektu našla útočiště mladá stáj Rony, která má kapacitu pro ustájení bezmála dvou desítek koní a každoročně pořádá na jaře a na podzim jezdecké závody.
Nezanedbatelná je také činnost místního fotbalového družstva. V roce 2008 fotbalisté za podpory osadního výboru zvelebili místní dětské a fotbalové hřiště a zahájili tradici letních turnajů v malé kopané.
Možnost kvalitního využití volného času nabízí také nedaleký rybník Hubertka s možností sportovního rybolovu a řadou doprovodných akcí, nebo lze v zimních měsících zavítat na „protější“ kopec Vysoká a zalyžovat si na profesionálně udržované sjezdovce. Vede sem několik naučných turistických stezek. Obec leží na sice poněkud náročné, ale cyklisty hojně využívané trase.